# ليتل لينفرد (باكينجهامشير)
ليتل لينفرد (بالإنجليزية: Little Linford)‏ هي قرية تقع في المملكة المتحدة في باكينجهامشير.